# خانه سردار پارسائی
خانه سردار پارسائی مربوط به دورۀ پهلوی اول است و در شیراز، محلۀ سردزک، کوچه بهارایران، بن‌بست قوام‌السلطنه واقع شده و این اثر در تاریخ ۱۰ خرداد ۱۳۸۲ با شمارهٔ ثبت ۸۷۱۰ به‌عنوان یکی از آثار ملی ایران به ثبت رسیده است.